# Microedma
Microedma es un género monotípico de lepidópteros perteneciente a la familia Noctuidae. Su única especie: Microedma extorris Warren, 1913, es originaria de Nueva Guinea.